# Miratemninae
Sous-famille
Les Miratemninae sont une sous-famille de pseudoscorpions de la famille des Atemnidae.

## Distribution
Les espèces de cette sous-famille se rencontrent en Asie, en Afrique, en Europe et en Amérique.

## Liste des genres
Selon Pseudoscorpions of the World (version 3.0) :
- Brazilatemnus Muchmore, 1975
- Caecatemnus Mahnert, 1985
- Diplotemnus Chamberlin, 1933
- Miratemnus Beier, 1932
- Nilotemnus Klausen, 2009
- Tullgrenius Chamberlin, 1933

## Publication originale
- Beier, 1932 : Revision der Atemnidae (Pseudoscorpionidea). Zoologische Jahrbücher, Abteilung für Systematik, Ökologie und Geographie der Tiere, vol. 62, p. 547-610.